# Indy Lights 2009
Firestone Indy Lights 2009 körs över 15 omgångar. Till skillnad från tidigare år körs bara ett race som en dubbel tävlingshelg. J.R. Hildebrand tog hem titeln, följd av James Davison.

## Delsegrare
| Datum      | Bana             | Vinnare            |
| ---------- | ---------------- | ------------------ |
| 4 april    | Saint Petersburg | Junior Strous      |
| 5 april    | Saint Petersburg | Junior Strous      |
| 19 april   | Long Beach       | J.R. Hildebrand    |
| 26 april   | Kansas           | Sebastián Saavedra |
| 22 maj     | Indianapolis     | Wade Cunningham    |
| 31 maj     | Milwaukee        | Mario Romancini    |
| 20 juni    | Iowa             | Ana Beatriz        |
| 4 juli     | Watkins Glen     | J.R. Hildebrand    |
| 11 juli    | Toronto          | Sebastián Saavedra |
| 25 juli    | Edmonton         | J.R. Hildebrand    |
| 1 augusti  | Kentucky         | Wade Cunningham    |
| 9 augusti  | Mid-Ohio         | James Davison      |
| 23 augusti | Sears Point      | J.R. Hildebrand    |
| 29 augusti | Chicagoland      | Daniel Herrington  |
| 9 oktober  | Homestead        | Mario Romancini    |

## Slutställning
| Plats | Förare             | Poäng |
| ----- | ------------------ | ----- |
| 1     | J.R. Hildebrand    | 545   |
| 2     | James Davison      | 447   |
| 3     | Sebastián Saavedra | 446   |
| 4     | Wade Cunningham    | 416   |
| 5     | James Hinchcliffe  | 395   |
| 6     | Mario Romancini    | 392   |
| 7     | Daniel Herrington  | 383   |
| 8     | Ana Beatriz        | 320   |
| 9     | Andrew Prendeville | 313   |
| 10    | Charlie Kimball    | 310   |
| 11    | Martin Plowman     | 298   |
| 12    | Gustavo Yacaman    | 269   |
| 13    | Richard Philippe   | 254   |
| 14    | Pippa Mann         | 237   |
| 15    | Rodrigo Barbosa    | 190   |
| 16    | Alistair Jackson   | 172   |
| 17    | Jonathan Summerton | 162   |
| 18    | Mike Potekhen      | 157   |
| 19    | Pablo Donoso       | 147   |
| 20    | Junior Strous      | 146   |
| 21    | Jay Howard         | 123   |
| 22    | Stefan Wilson      | 112   |
| 23    | Felipe Guimarães   | 107   |
| 24    | Brandon Wagner     | 103   |
| 25    | Sergey Mokshantsev | 92    |
| 26    | Jesse Mason        | 69    |
| 27    | Sean Guthrie       | 65    |
| 28    | Logan Gomez        | 33    |
| 29    | Dillon Battistini  | 15    |
| 30    | Jonathan Bomarito  | 12    |
| 31    | Juan Pablo García  | 12    |
| 32    | Duncan Tappy       | 8     |